# من تنها هستم
من تنها هستم (به تلگو: 1: Nenokkadine) فیلمی محصول سال ۲۰۱۴ و به کارگردانی سوکمار است. در این فیلم بازیگرانی همچون ماهش بابو، کریتی سانون، نثار، کلی دروجی ایفای نقش کرده‌اند.